# 德苏友谊协会

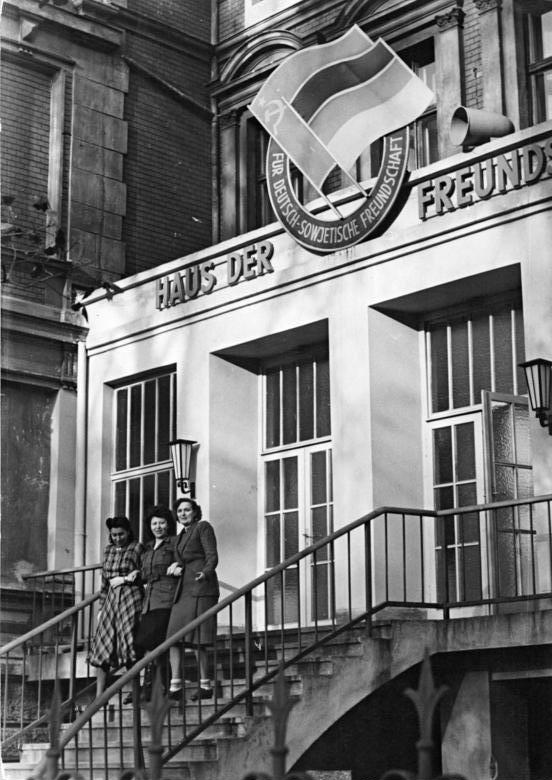
德苏友谊协会在柏林的一个办公场所

德苏友谊协会（德語：Gesellschaft für Deutsch-Sowjetische Freundschaft，DSF）是德意志民主共和国的一个组织，其目的在于加强东德和苏联间的合作和文化交流。

## 历史
这一组织最初的名称为“苏联文化研究协会”（德語：Gesellschaft zum Studium der Kultur der Sowjetunion），成立于1947年6月30日，旨在向对苏联不太了解的德国民众普及俄罗斯文化。1949年7月2日正式更名为“德苏友谊协会”。该协会举行的活动大多带有宣传性质。
除一些带有政治色彩的宣传活动外，德苏友谊协会亦会举办一些文化或体育活动，例如：
- 1951年初，随着东德政府提出“学习苏联就是学习如何取得胜利”口号，举行了三起旅行学习、语言课程及文化交流活动。
- 发行《德苏友谊周刊》。
- 联系台尔曼少先队及自由德国青年团成员与苏联同龄人结为笔友。
- 每年举办名为“友谊列车”的活动邀请儿童与其他国家的儿童参加夏令营。

1985年该组织的成员达到六百万，成为了仅次于德国工会联合会的东德第二大群众组织，但其中很大一部分部分成员是被动加入的。两德统一后，该组织不复存在。